# Stigmella insignis
Stigmella insignis là một loài bướm đêm thuộc họ Nepticulidae. Nó được tìm thấy ở New Zealand.
Chiều dài cánh trước khoảng 3.5 mm. Con trưởng thành bay vào tháng 3, tháng 11 và tháng 12.
Ấu trùng có thể ăn Celmisia spectabilis. Chúng ăn lá nơi chúng làm tổ.